# كونيميتسو تاكاهاشي
كونيميتسو تاكاهاشي مواليد 29 يناير 1940، هو متسابق دراجات نارية ياباني سابق. نافس في سباقات بطولة العالم لفئة 250 سي سي ولفئة 125 سي سي ولفئة 50 سي سي. كما شارك في لو مان 24 ساعة وكأس جزيرة مان السياحية وبطولة العالم للسيارات الرياضية.

## روابط خارجية
- كونيميتسو تاكاهاشي على موقع DriverDB.com (الإنجليزية)
- كونيميتسو تاكاهاشي على موقع MotoGP.com (الإنجليزية)